# アドルフ・ヒレミ＝ヒルシュル
アドルフ・ヒレミ＝ヒルシュル（Adolf Hirémy-Hirschl, 1860年1月31日 -1933年）は、ウィーン・ローマで活躍したハンガリーの画家。 オーストリア＝ハンガリー帝国のテメシュヴァール（現在はルーマニアのティミショアラ）に生まれ、ローマで没した。元々のフルネームは「アドルフ・ヒルシュル」。

## 生涯
アドルフ・ヒルシュルはユダヤ系の家系で、当時ハンガリーだったテメシュヴァールに生まれた。幼少時にすでにウィーンに移り住んでおり、1874年から1882年までウィーン美術アカデミーで学んだ。3000クローネの奨学金を得て、エジプト経由の旅行をし、初めてローマを訪れ1882年から1884年の間滞在した。ウィーンの展覧会で数々の賞を獲得。1891年には皇帝賞、1898年には国家金賞（Große Goldene Staatsmedaille）も受賞した。
1890年代にはウィーン美術家組合の一員である既婚女性、イザベラ・アンリエット・ヴィクトーリア・ルストンと愛人関係になった。美貌の彼女は恋愛沙汰をいくつか起こしていた。この不倫関係は、1898年に彼女が離婚し、ヒルシュルと結婚したことにより終止符が打たれた。二人は娘マウトをもうける。
事件をきっかけにウィーン美術家組合に腹を立てたヒルシュルは、改めてハンガリーの市民権を受けいれ、1899年に名をヒレミ＝ヒルシュルに改めた。ウィーンを離れてローマに移り住み、1904年から1908年にかけて「芸術の愛好者展 (Amatori e Cultori di Belle Arti)」に参加した。

## 業績
ヒレミ＝ヒルシュルは高い教養を持った歴史画家だった。クリムトが分離派を創立する以前から、両者は親しい関係にあった。しかしクリムトとは反対に、ヒルシュルはアカデミーの絵画制作の方法を曲げなかった。歴史画家カール・フォン・ピロティーに倣って、古代の神話や歴史に主題を取った大画面の歴史画を数多く制作した。《アルプスを越えるハンニバルの進軍、ローマに攻め入るヴァンダル族》や《ローマのペスト》がそれに当たる。これらの作品で世紀転換期に大きな成功を収めた。
ローマでは地中海の風景画や肖像画も制作している。

## 作品
- 《アケローン河の御霊》1898年、カンバス（絹）・油彩、ウィーン、オーストリア絵画館蔵

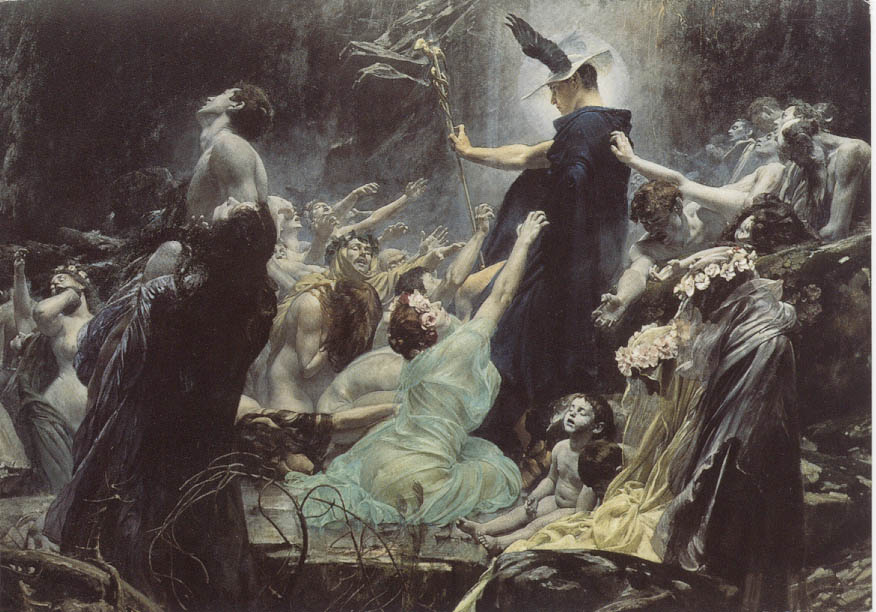
アケローン河の御霊
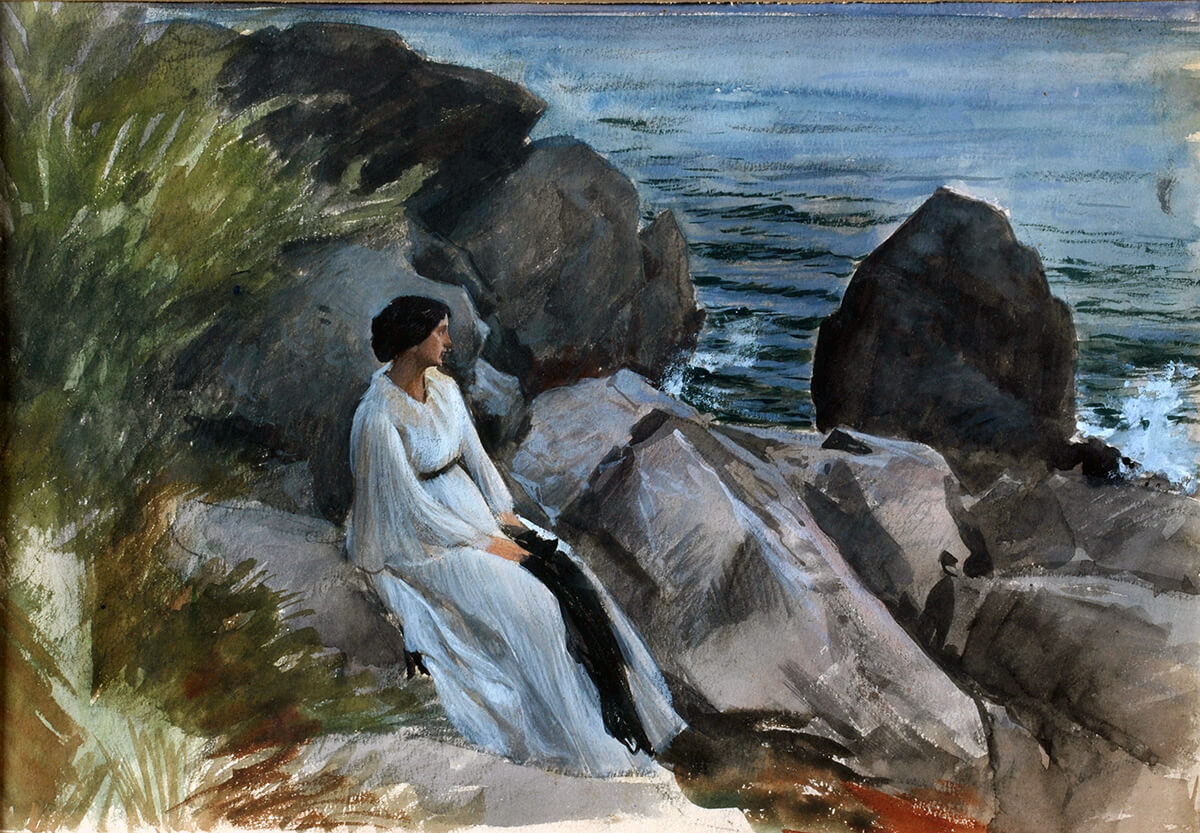
妻の肖像
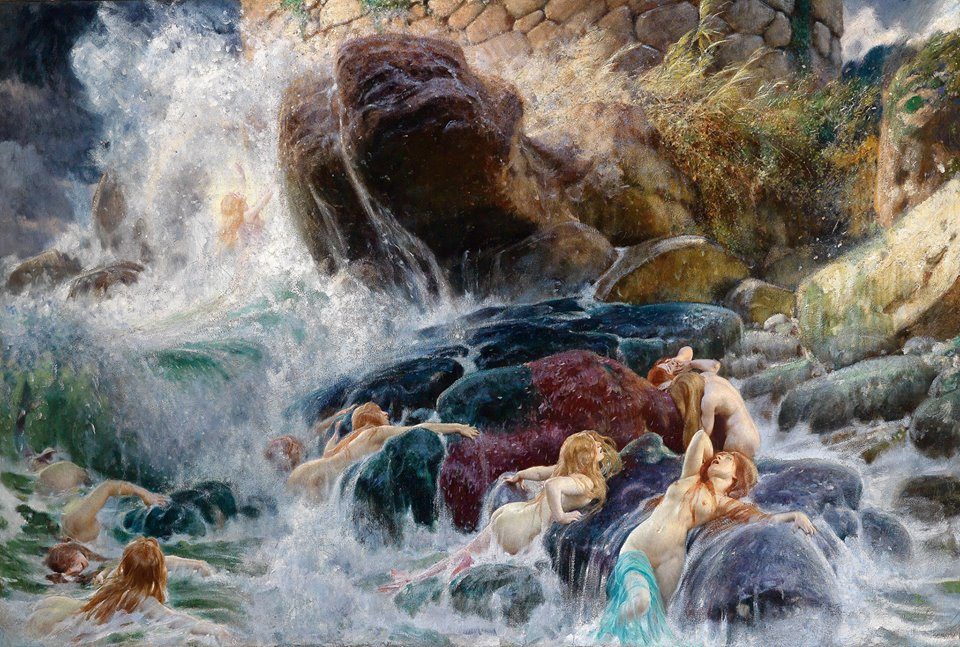
アキレウスの墓
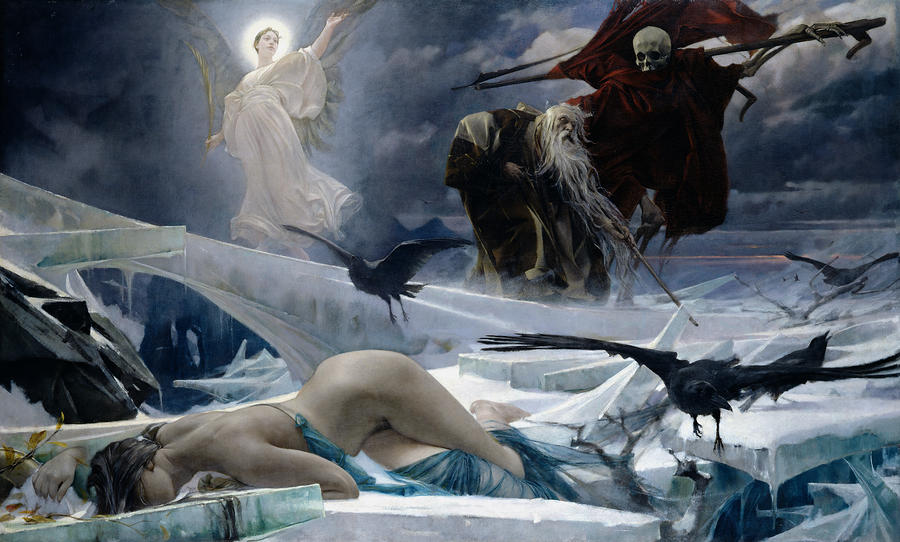
この世の終わりのアハシュエルス

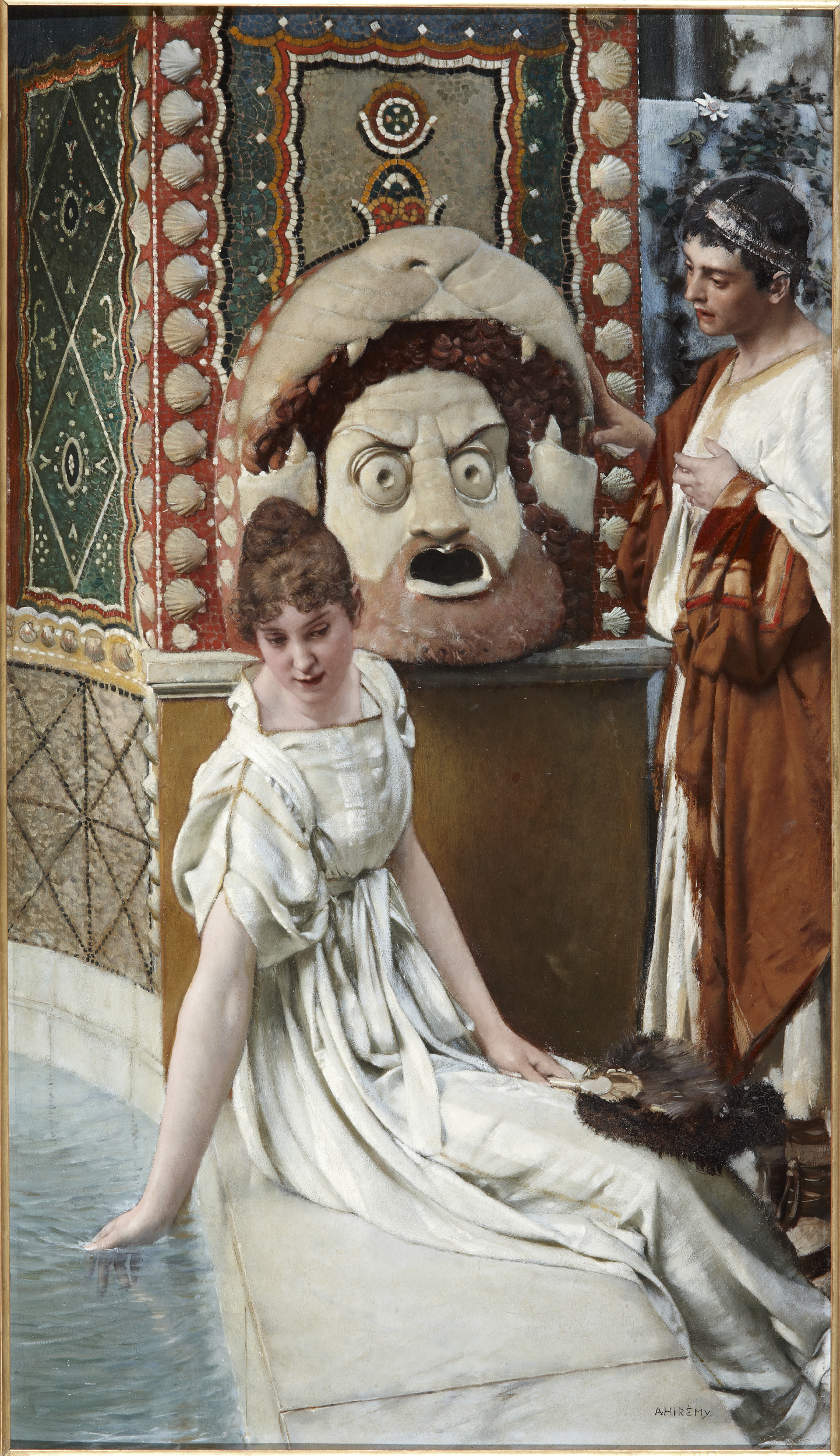
唯一の証人
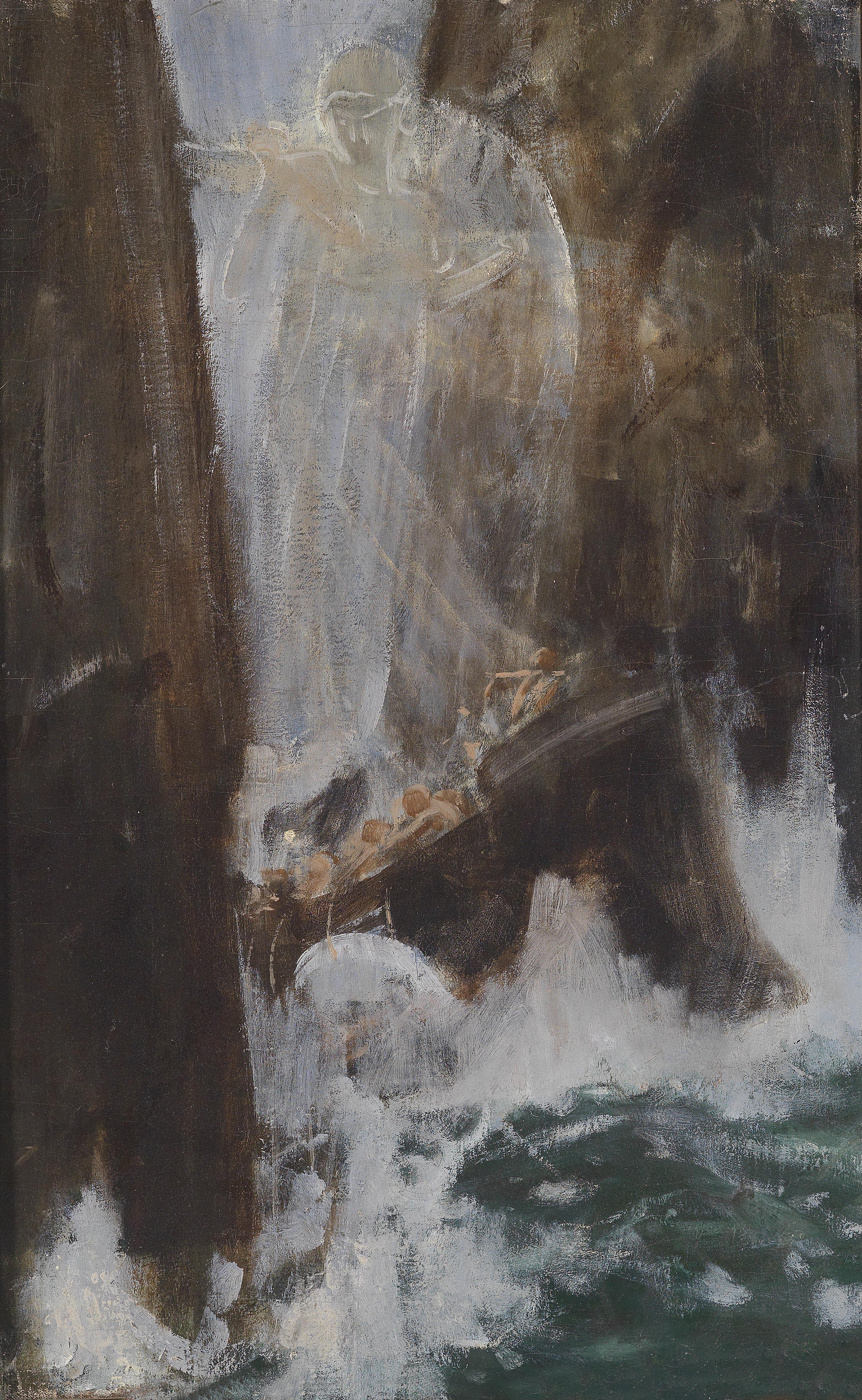
Irrfahrt des Odysseus
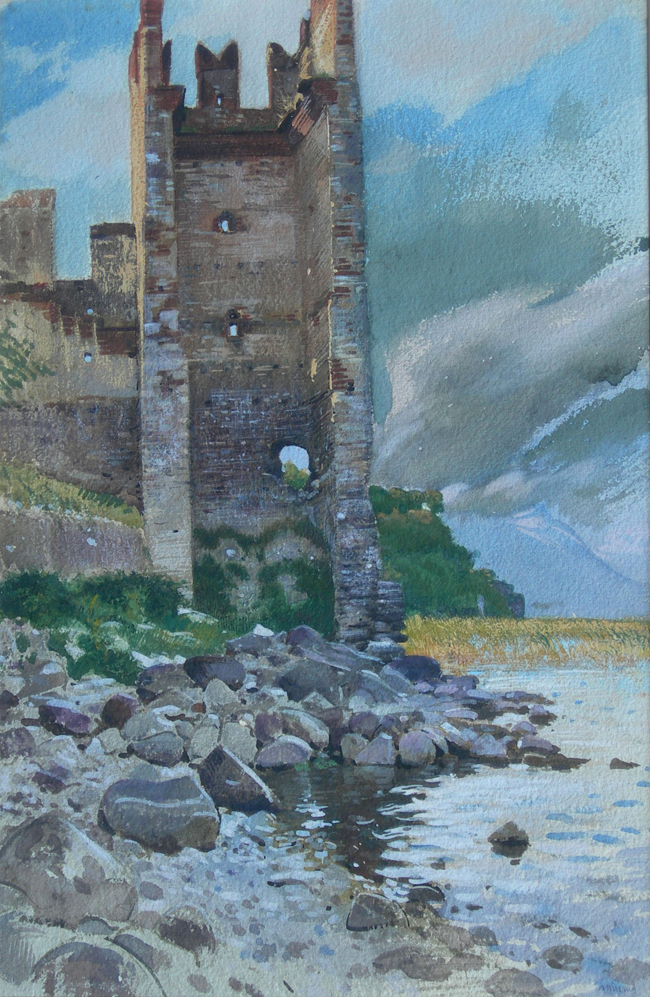
Castle on Garda Lake
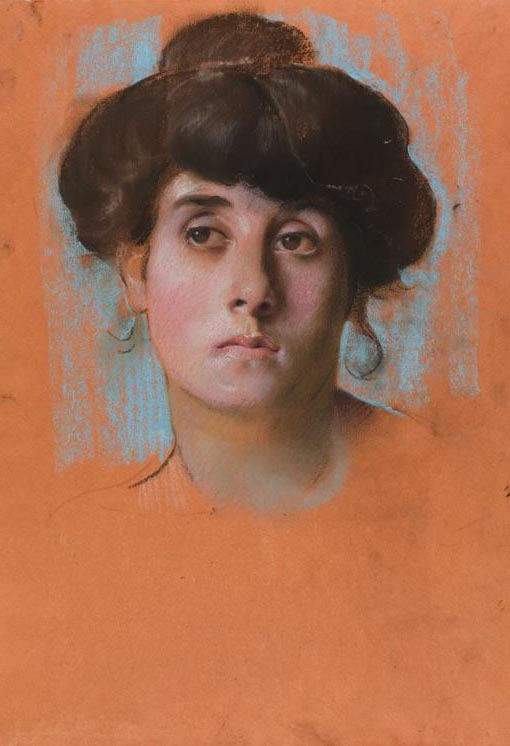